# Helle Merete Brix
Helle Merete Brix (født 1959) er en dansk forfatter, journalist, foredragsholder og debattør.
Med afsæt i en stærkt kritisk holdning til den i Vesten voksende udgave af islam, som hun mener er i modstrid med demokrati, ligestilling og grundlæggende menneskerettigheder, er hun kendt for i årene 2000-2020 at have taget emner som islam i Europa, fundamentalisme og ytringsfrihed under behandling. Dette gjorde Brix dels i bøger og teaterstykker, og dels i kronikker og kommentarer i pressen. I 2021 besluttede Brix sig for at trække sig fra debatten om ytringsfrihed og arbejder i dag udelukkende med creative writing, workshops om at skrive fag-og skønlitteratur, foredrag om terrorens ofre samt om at skrive selvbiografisk med mere.
Brix var medlem af Trykkefrihedsselskabet fra dets oprettelse til udgangen af 2010. Brix sad i Trykkefrihedsselskabets bestyrelse 2005-2007, og fra 2005-2010 var hun chefredaktør for dets internettidsskrift Sappho. Brix arbejder i dag freelance med artikler, undervisning i creative writing, foredrag med mere. Fra december 2010 til juni 2016 var hun fast tilknyttet som litteraturanmelder ved Weekendavisen.
I en af sine seneste bøger "30 fortællinger. Om frihed, fatwa og kærlighed" skriver Brix også om mere personlige forhold, tro, spiritualitet, seksualitet med mere. Ligesom Brix har gjort det i et par tidligere bøger, herunder essaysamlingen "Sex, frihed og fatwa samt fortællingen "I begyndelsen".
I efteråret 2012 grundlagde Brix sammen med billedkunstneren Uwe Max Jensen Lars Vilks Komiteen, en støttekomite for den nu afdøde svenske Muhammedtegner og kunsthistoriker Lars Vilks. Komiteen arrangerede offentlige arrangementer med Vilks i København, herunder det arrangement, som 14. februar 2015 blev angrebet med automatvåben. Brix forlod komiteen i efteråret 2016. I januar 2017 arrangerede Brix´ kommunikationsfirma Helle Meretes Saloner i samarbejde med politikeren Naser Khader den første konference i København om terrorens ofre med deltagelse af blandt andre Lars Vilks og den tidligere Charlie Hebdo-medarbejder Zineb El Rhazoui. I 2020 arrangerede Brix sammen med cand.merc. Kasper Nesager-Hansen og medlem af det jødiske samfund Mette Bentow en konference om kunst, terror og ytringsfrihed. Konferencen havde deltagelse af bl.a. den franske journalist Maryse Wolinski og Lars Vilks. Det blev den sidste konference, som Brix arrangerede om dette emne.

## Teaterstykker
- De Frafaldne (2002)
- Besættelse (1999)